# Marko Milovanović
Marko Milovanović (in serbo Марко Миловановић?; Smederevo, 4 agosto 2003) è un calciatore serbo, attaccante dell'Alverca, in prestito dall'Almería.

## Carriera
Cresciuto nel settore giovanile del Partizan, ha esordito in prima squadra il 17 luglio 2021 disputando l'incontro di Superliga vinto 0-4 contro il Proleter Novi Sad.

## Statistiche

### Presenze e reti nei club
Statistiche aggiornate al 16 marzo 2022.
| Stagione        | Squadra         | Campionato      | Campionato | Campionato | Coppe nazionali | Coppe nazionali | Coppe nazionali | Coppe continentali | Coppe continentali | Coppe continentali | Altre coppe | Altre coppe | Altre coppe | Totale | Totale |
| Stagione        | Squadra         | Comp            | Pres       | Reti       | Comp            | Pres            | Reti            | Comp               | Pres               | Reti               | Comp        | Pres        | Reti        | Pres   | Reti   |
| --------------- | --------------- | --------------- | ---------- | ---------- | --------------- | --------------- | --------------- | ------------------ | ------------------ | ------------------ | ----------- | ----------- | ----------- | ------ | ------ |
| 2021-2022       | Partizan        | SL              | 13         | 1          | CS              | 1               | 1               | UECL               | 7                  | 1                  |             | -           | -           | 21     | 3      |
| Totale carriera | Totale carriera | Totale carriera | 13         | 1          |                 | 1               | 1               |                    | 7                  | 1                  |             | -           | -           | 21     | 3      |